# 塞内斯蒂 (洛特-加龙省)
塞内斯蒂（法語：Sénestis）是法国洛特-加龙省的一个市镇，属于马尔芒德区（Marmande）勒马达热奈县（Le Mas-d'Agenais）。该市镇总面积11.31平方公里，2009年时的人口为197人。

## 人口
塞内斯蒂人口变化图示